# Salaam Bombay!
Salaam Bombay! è un film del 1988 diretto da Mira Nair.
Candidato all'Oscar al miglior film in lingua straniera, venne presentato nella Quinzaine des Réalisateurs al 41º Festival di Cannes, vincendo la Caméra d'or come miglior opera prima.

## Trama
Krisna, inserviente adolescente in un circo, viene allontanato con uno stratagemma dai datori di lavoro e abbandonato al suo destino, sicché si trova costretto a emigrare nella vicina megalopoli di Bombay. È stato allontanato dalla famiglia perché possa guadagnare cinquecento rupie per risarcire il fratello, al quale ha incendiato il ciclomotore. Giunto a destinazione, viene derubato da dei coetanei ma, pur di riprendersi il maltolto, li segue e ci fa amicizia. Inizia a condurre una vita di strada, tra lavori saltuari e piccoli furti, affiancato da Chillum, più grande e tossicodipendente, la piccola Manju e i suoi genitori, lo spacciatore Baba e la prostituta Rekha. Krisna cerca di sopravvivere, spinto dal desiderio di tornare presso la famiglia.
Un giorno Chillum muore per overdose e il denaro di Krisna è stato trafugato, con ogni probabilità dal giovane per drogarsi, poi Krisna e i suoi amici vengono arrestati dalla polizia: lui riesce a fuggire, ma Manju viene privata della patria potestà. In una violenta lite tra Baba e Rekha, Krisna pugnala mortalmente l'uomo alle spalle per vendicarsi e difendere Rekha, prendendola con sé, ma un'immensa processione in strada in onore di Ganesh li separa irrevocabilmente: Krisna si ritrova ancora una volta solo.

## Riconoscimenti
- 1988 - Festival di Cannes
  - Caméra d'or